# フォーミュラチャレンジ・ジャパン

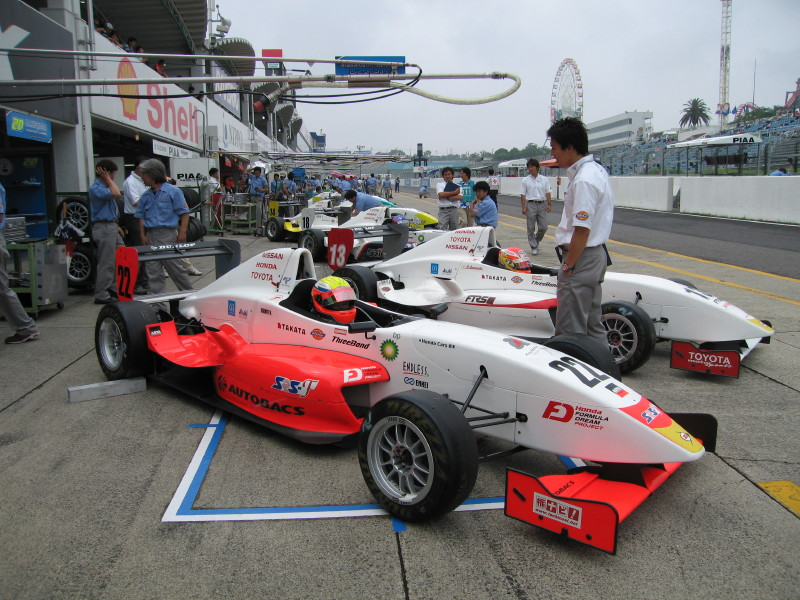
FCJ at 2007年Rd.9

フォーミュラチャレンジ・ジャパン（Formula Challenge Japan、略称:FCJ）は、2006年に発足し2013年まで行なわれたジュニア・フォーミュラのシリーズである。

## 概要
スーパーフォーミュラ（旧:フォーミュラ・ニッポン）を主催する日本レースプロモーション（JRP）と、トヨタ・日産・ホンダという日本の主要自動車メーカー3社が共同で、「世界に通用する若手ドライバーの育成」をテーマに発足させたシリーズである。
シリーズにはメーカー3社から資金面でサポートが行われており、その結果参戦するドライバーが支払う参加費は2009年の場合で年間892.5万円と、従来の同等クラスであるフォーミュラ・トヨタやフォーミュラ・ドリームに比べ割安に抑えられている。一方でその代償として、シリーズに参加を希望するドライバーに対して行われる審査において、各メーカーの育成プログラムに組み込まれているドライバーが優先される（このことは主催者よりあらかじめ告知されている）ほか、賞金はない。また若手ドライバー育成が主目的のため、参加ドライバーは原則として26歳未満に限られている。
なお、FCJの運営、プロモートを行なってきた日本レースプロモーションは、「所期の目標は達成した」として、2013年シーズンをもってシリーズを休止することを2013年6月28日に発表した。これに伴いトヨタ・ホンダの両メーカーは、翌2014年より若手ドライバー育成の場をフォーミュラ4（F4）に移す方針を表明した。

## マシン
マシンはフォーミュラ・ルノー用マシンをベースに新たに開発された専用シャシー「FC106」（イタリア・タトゥース社製、実体はフォーミュラ・ルノー用マシンそのままといわれる）を使用し、エンジンはルノー製の2L 直4（エンジンメンテナンスはNISMOが担当）。タイヤはダンロップのワンメイク。このためコントロールタイヤの開発は、ダンロップのワークスドライバーである服部尚貴が中心になって行われており、服部はシリーズ全体のアドバイザーも務めている。
なお、フォーミュラ・ルノー用マシンをベースとしていることに対し、日本自動車レース工業会（JMIA）などは「日本のレース界のためには国産マシンの採用が不可欠」とした不満を表明していた。
ちなみに同マシンは、2014年よりフォーミュラトヨタ・レーシングスクール用の車両に転用されているほか、一部はフォーミュラ4（F4）用にモディファイを受け、同年よりF4に新設された「FCクラス」に参戦している。

## レース運営と特徴
シリーズ運営に当たっては「マシンの個体差によりレース結果に影響が出ることを避けるためにマシンを定期的にシャッフルする」、「エンジンをオーバーレブさせると、その後一定時間エンジンの最高回転数が引き下げられる（ペナルティシステム）」など、フォーミュラ・ドリームの仕組みを踏襲している部分が多い。
これ以外の特徴としては、ドライバーの要望によるマシンセッティングの変更が事実上禁止されている点が挙げられる（ドライバーが調整できるのはブレーキバランスとタイヤの内圧のみ）。これは「ドライバーにセッティングを合わせるよりも、ドライバーには標準的なセッティングを与え、後は『ドライバーの腕で何とかする』方法を学ぶ方が先々いろいろと役に立つ」という、ドライバー育成をメインとするカテゴリー方針によるもの。また「自由なセッティングを認めてしまうと、ドライバーよりも担当エンジニアの腕で成績が決まってしまう」という事情もあるとされている。
ただし、この点については「上位カテゴリーへのステップアップを考えると、セッティングの変更によるマシンの挙動変化を学べないのはマイナスではないか」との意見も多いことから、2007年の最終戦ではベースセッティングをそれまでに比べダウンフォースを大きく減らしたものとするなど、レースごとにセッティングを異なるものにするといった試みも導入されつつある。

## スカラシップ
FCJの成績優秀者には、翌年のF3参戦の資金援助などのスカラシップが与えられる。ただスカラシップの選考基準や具体的な内容はメーカーごとに異なっている。実際にはFCJでの成績に加え、他のカテゴリー（フォーミュラ・トヨタなど）での結果も含めた総合的な判断として、各メーカーがそれぞれ注目するドライバーのステップアップを支援する形となっている。
ホンダ・日産のスカラシップは自社の育成プログラム枠だけでなく一般参加枠のドライバーも選考対象となるため、一般参加のドライバーにもスカラシップ獲得のチャンスがある。トヨタのスカラシップは本来トヨタ・ヤングドライバーズ・プログラム（TDP）の対象ドライバーのみが選考対象となるが、2010年チャンピオンの中山雄一のようにチャンピオン決定後にTDPに加わるケースもあるため、実際には一般参加のドライバーにも門戸を開いているといえる。

## ポイントシステム
このレースシリーズでは各レース毎に、順位に基づいてポイントが付与される。シリーズチャンピオンは全開催レースの80％で獲得したポイントが有効とされる（80％以上でポイント獲得した場合は、下位ポイントから無効とされる）有効ポイント制を採用しており、有効ポイントが同ポイントの場合は勝利数の多さでシリーズチャンピオンが決定される。
| 順位 | ポイント   | 順位 | ポイント  |
| ---- | ---------- | ---- | --------- |
| 優勝 | 20ポイント | 6位  | 6ポイント |
| 2位  | 15ポイント | 7位  | 4ポイント |
| 3位  | 12ポイント | 8位  | 3ポイント |
| 4位  | 10ポイント | 9位  | 2ポイント |
| 5位  | 8ポイント  | 10位 | 1ポイント |

ポールポジション獲得者：1ポイント
ファステストラップ獲得者：1ポイント

## シリーズ結果

### 2013年
|    | 開催日   | サーキット         | 勝者     |
| -- | -------- | ------------------ | -------- |
| 1  | 3月30日  | 富士スピードウェイ | 坪井翔   |
| 2  | 3月31日  | 富士スピードウェイ | 高橋翼   |
| 3  | 5月11日  | ツインリンクもてぎ | 山下健太 |
| 4  | 5月12日  | ツインリンクもてぎ | 高橋翼   |
| 5  | 6月22日  | 富士スピードウェイ | 篠谷大幹 |
| 6  | 6月22日  | 富士スピードウェイ | 篠谷大幹 |
| 7  | 6月23日  | 富士スピードウェイ | 高橋翼   |
| 8  | 8月24日  | 富士スピードウェイ | 清原章太 |
| 9  | 8月25日  | 富士スピードウェイ | 坪井翔   |
| 10 | 11月9日  | 鈴鹿サーキット     | 山下健太 |
| 11 | 11月9日  | 鈴鹿サーキット     | 山下健太 |
| 12 | 11月10日 | 鈴鹿サーキット     | 山下健太 |

### 2012年
|    | 開催日  | サーキット         | 勝者     |
| -- | ------- | ------------------ | -------- |
| 1  | 4月8日  | 富士スピードウェイ | 平川亮   |
| 2  | 4月8日  | 富士スピードウェイ | 平川亮   |
| 3  | 5月12日 | ツインリンクもてぎ | 平川亮   |
| 4  | 5月13日 | ツインリンクもてぎ | 高星明誠 |
| 5  | 9月1日  | 富士スピードウェイ | 松下信治 |
| 6  | 9月1日  | 富士スピードウェイ | 松下信治 |
| 7  | 9月2日  | 富士スピードウェイ | 松下信治 |
| 8  | 10月6日 | 鈴鹿サーキット     | 松下信治 |
| 9  | 10月7日 | 鈴鹿サーキット     | 平川亮   |
| 10 | 11月3日 | 鈴鹿サーキット     | 平川亮   |
| 11 | 11月3日 | 鈴鹿サーキット     | 松下信治 |
| 12 | 11月4日 | 鈴鹿サーキット     | 高星明誠 |

### 2011年
|    | 開催日  | サーキット         | 勝者             |
| -- | ------- | ------------------ | ---------------- |
| 1  | 4月24日 | 富士スピードウェイ | 勝田貴元         |
| 2  | 4月24日 | 富士スピードウェイ | 平峰一貴         |
| 3  | 5月14日 | 鈴鹿サーキット     | 石井一也         |
| 4  | 5月15日 | 鈴鹿サーキット     | 平峰一貴         |
| 5  | 6月11日 | 富士スピードウェイ | 平峰一貴         |
| 6  | 6月11日 | 富士スピードウェイ | 平川亮           |
| 7  | 6月12日 | 富士スピードウェイ | 元嶋佑弥         |
| 8  | 9月3日  | 鈴鹿サーキット     | 悪天候のため中止 |
| 9  | 9月4日  | 鈴鹿サーキット     | 悪天候のため中止 |
| 10 | 10月8日 | 鈴鹿サーキット     | 石井一也         |
| 11 | 10月9日 | 鈴鹿サーキット     | 勝田貴元         |
| 12 | 11月5日 | ツインリンクもてぎ | 近藤翼           |
| 13 | 11月6日 | ツインリンクもてぎ | 勝田貴元         |
| 14 | 11月6日 | ツインリンクもてぎ | 勝田貴元         |
| 15 | 11月6日 | ツインリンクもてぎ | 勝田貴元         |

### 2010年
|    | 開催日  | サーキット         | 勝者     |
| -- | ------- | ------------------ | -------- |
| 1  | 5月22日 | ツインリンクもてぎ | 中山雄一 |
| 2  | 5月23日 | ツインリンクもてぎ | 中山雄一 |
| 3  | 6月12日 | 富士スピードウェイ | 中山雄一 |
| 4  | 6月13日 | 富士スピードウェイ | 中山雄一 |
| 5  | 7月17日 | 富士スピードウェイ | 中山雄一 |
| 6  | 7月18日 | 富士スピードウェイ | 元嶋佑弥 |
| 7  | 8月7日  | ツインリンクもてぎ | 中山雄一 |
| 8  | 8月8日  | ツインリンクもてぎ | 松井孝允 |
| 9  | 10月9日 | 鈴鹿サーキット     | 中山雄一 |
| 10 | 11月6日 | 鈴鹿サーキット     | 中山雄一 |
| 11 | 11月6日 | 鈴鹿サーキット     | 中山雄一 |
| 12 | 11月7日 | 鈴鹿サーキット     | 中山雄一 |

### 2009年
|    | 開催日  | サーキット         | 勝者       |
| -- | ------- | ------------------ | ---------- |
| 1  | 4月4日  | 富士スピードウェイ | 佐々木大樹 |
| 2  | 4月5日  | 富士スピードウェイ | 蒲生尚弥   |
| 3  | 5月16日 | 鈴鹿サーキット     | 金井亮忠   |
| 4  | 5月17日 | 鈴鹿サーキット     | 金井亮忠   |
| 5  | 5月30日 | ツインリンクもてぎ | 佐々木大樹 |
| 6  | 5月31日 | ツインリンクもてぎ | 佐々木大樹 |
| 7  | 6月27日 | 富士スピードウェイ | 三浦和樹   |
| 8  | 6月28日 | 富士スピードウェイ | 三浦和樹   |
| 9  | 7月11日 | 鈴鹿サーキット     | 三浦和樹   |
| 10 | 7月12日 | 鈴鹿サーキット     | 三浦和樹   |
| 11 | 8月8日  | ツインリンクもてぎ | 銘苅翼     |
| 12 | 8月9日  | ツインリンクもてぎ | 銘苅翼     |
| 13 | 9月26日 | スポーツランドSUGO | 蒲生尚弥   |
| 14 | 9月27日 | スポーツランドSUGO | 蒲生尚弥   |

### 2008年
|    | 開催日  | サーキット         | 勝者     |
| -- | ------- | ------------------ | -------- |
| 1  | 4月5日  | 富士スピードウェイ | 松井孝允 |
| 2  | 4月6日  | 富士スピードウェイ | 国本雄資 |
| 3  | 5月10日 | 鈴鹿サーキット     | 千代勝正 |
| 4  | 5月11日 | 鈴鹿サーキット     | 千代勝正 |
| 5  | 5月24日 | ツインリンクもてぎ | 国本雄資 |
| 6  | 5月25日 | ツインリンクもてぎ | 千代勝正 |
| 7  | 6月28日 | 富士スピードウェイ | 国本雄資 |
| 8  | 6月29日 | 富士スピードウェイ | 松井孝允 |
| 9  | 7月12日 | 鈴鹿サーキット     | 国本雄資 |
| 10 | 7月13日 | 鈴鹿サーキット     | 佐藤公哉 |
| 11 | 8月9日  | ツインリンクもてぎ | 銘苅翼   |
| 12 | 8月10日 | ツインリンクもてぎ | 松井孝允 |
| 13 | 8月30日 | 富士スピードウェイ | 国本雄資 |
| 14 | 8月31日 | 富士スピードウェイ | 国本雄資 |
| 15 | 9月20日 | スポーツランドSUGO | 国本雄資 |
| 16 | 9月21日 | スポーツランドSUGO | 国本雄資 |

### 2007年
|    | 開催日   | サーキット         | 勝者                 |
| -- | -------- | ------------------ | -------------------- |
| 1  | 3月17日  | 鈴鹿サーキット     | 中嶋大祐             |
| 2  | 3月18日  | 鈴鹿サーキット     | 国本京佑             |
| 3  | 3月31日  | 富士スピードウェイ | 国本京佑             |
| 4  | 4月1日   | 富士スピードウェイ | 中嶋大祐             |
| 5  | 5月19日  | ツインリンクもてぎ | 栗原正之             |
| 6  | 5月20日  | ツインリンクもてぎ | ケイ・コッツォリーノ |
| 7  | 6月16日  | 富士スピードウェイ | 井口卓人             |
| 8  | 6月17日  | 富士スピードウェイ | 田中誠也             |
| 9  | 7月7日   | 鈴鹿サーキット     | 中嶋大祐             |
| 10 | 7月8日   | 鈴鹿サーキット     | 坂本雄也             |
| 11 | 8月25日  | 富士スピードウェイ | 中嶋大祐             |
| 12 | 8月26日  | 富士スピードウェイ | 国本雄資             |
| 13 | 9月15日  | スポーツランドSUGO | 国本雄資             |
| 14 | 9月16日  | スポーツランドSUGO | 国本雄資             |
| 15 | 10月20日 | ツインリンクもてぎ | 山本尚貴             |
| 16 | 10月21日 | ツインリンクもてぎ | 山本尚貴             |
| 17 | 11月17日 | 鈴鹿サーキット     | 山内英輝             |
| 18 | 11月18日 | 鈴鹿サーキット     | 国本京佑             |

### 2006年
|    | 開催日   | サーキット         | 勝者     |
| -- | -------- | ------------------ | -------- |
| 1  | 7月8日   | 鈴鹿サーキット     | 安田裕信 |
| 2  | 7月9日   | 鈴鹿サーキット     | 関口雄飛 |
| 3  | 8月5日   | 富士スピードウェイ | 関口雄飛 |
| 4  | 8月6日   | 富士スピードウェイ | 中山友貴 |
| 5  | 8月26日  | 富士スピードウェイ | 中山友貴 |
| 6  | 8月27日  | 富士スピードウェイ | 関口雄飛 |
| 7  | 10月21日 | ツインリンクもてぎ | 安田裕信 |
| 8  | 10月22日 | ツインリンクもてぎ | 安田裕信 |
| 9  | 11月18日 | 鈴鹿サーキット     | 山本龍司 |
| 10 | 11月19日 | 鈴鹿サーキット     | 安田裕信 |

## 歴代チャンピオン
| 年            | チャンピオン | チーム名                |
| ------------- | ------------ | ----------------------- |
| 2006年（注1） | 関口雄飛     | FTRSギャマットマセキFCJ |
| 2007年        | 国本京佑     | TDPスカラシップFCJ      |
| 2008年        | 国本雄資     | TDPスカラシップFCJ      |
| 2009年        | 三浦和樹     | HFDP/SRSスカラシップ    |
| 2010年        | 中山雄一     | CITYKART FCJ            |
| 2011年        | 勝田貴元     | LUCK FTRS FCJ           |
| 2012年        | 松下信治     | HFDP/SRS-F/ARTA         |
| 2013年        | 山下健太     | FTRS FCJ                |

（注1）2006年度のシリーズチャンピオンは、1位関口雄飛（総POINT=107,有効POINT=106）と2位山本龍司（総POINT=111,有効POINT=106）が同有効POINTであった。規定により、優勝回数の多い関口がシリーズチャンピオンとなった。